# Bradysia longistylia
Bradysia longistylia is een muggensoort uit de familie van de rouwmuggen (Sciaridae). De wetenschappelijke naam van de soort is voor het eerst geldig gepubliceerd in 1982 door Mohrig & Krivosheina.